# Карлос Солер
Карлос Солер (ісп. Carlos Soler; нар. 2 січня 1997, Валенсія) — іспанський футболіст, півзахисник клубу «Парі Сен-Жермен» та збірної Іспанії. На умовах оренди грає за англійський «Вест Гем Юнайтед».

## Клубна кар'єра
Народився 2 січня 1997 року в місті Валенсія. Вихованець футбольної школи клубу «Валенсія». З весни 2015 року Карлос почав виступати за дубль «кажанів» — «Валенсію Месталью», за яку взяв участь у 39 матчах Сегунди Б, третього за рівнем дивізіону Іспанії.
За першу команду дебютував 10 грудня 2016 року в матчі проти «Реал Сосьєдада» у Ла Лізі, замінивши у другому таймі Маріо Суареса. 21 січня 2017 року в поєдинку проти «Вільярреала» Солер забив свій перший гол за «Валенсію». Станом на 7 серпня 2021 року відіграв за валенсійський клуб 147 матчів в національному чемпіонаті.

## Виступи за збірні
2016 року дебютував у складі юнацької збірної Іспанії, взяв участь у 3 іграх на юнацькому рівні.
З 2017 року залучався до складу молодіжної збірної Іспанії і в її складі став срібним призером молодіжного чемпіонату Європи 2017 у Польщі. На турнірі не був основним гравцем, зігравши лише у одному матчі проти Сербії. За два роки Солер взяв участь і у наступному молодіжному чемпіонаті Європи 2019 року, де здобув золоті медалі. Всього на молодіжному рівні зіграв у 20 офіційних матчах і забив 4 голи.
У 2021 році у складі Олімпійської збірної Солер був учасником футбольного турніру Олімпійських ігор-2020, де іспанці здобули срібні нагороди, а Карлос зіграв у всіх 6 іграх.

## Статистика виступів

### Статистика клубних виступів
Станом на 13 листопада 2022 року
| Сезон                         | Команда                       | Чемпіонат                     | Чемпіонат | Чемпіонат | Національний кубок | Національний кубок | Національний кубок | Континентальні кубки | Континентальні кубки | Континентальні кубки | Інші змагання | Інші змагання | Інші змагання | Усього | Усього | Усього |
| Сезон                         | Команда                       | Ліга                          | Ігор      | Голів     | Ліга               | Ігор               | Голів              | Ліга                 | Ігор                 | Голів                | Ліга          | Ігор          | Голів         | Ігор   | Голів  |        |
| ----------------------------- | ----------------------------- | ----------------------------- | --------- | --------- | ------------------ | ------------------ | ------------------ | -------------------- | -------------------- | -------------------- | ------------- | ------------- | ------------- | ------ | ------ | ------ |
| 2014–15                       | «Валенсія Месталья»           | СДБ (ІІІ)                     | 2         | 0         | КІ                 | -                  | -                  | -                    | -                    | -                    | -             | -             | -             | 2      | 0      |        |
| 2015–16                       | «Валенсія Месталья»           | СДБ (ІІІ)                     | 28        | 2         | КІ                 | -                  | -                  | -                    | -                    | -                    | -             | -             | -             | 28     | 2      |        |
| 2016–17                       | «Валенсія Месталья»           | СДБ (ІІІ)                     | 9         | 1         | КІ                 | -                  | -                  | -                    | -                    | -                    | -             | -             | -             | 9      | 1      |        |
| Усього за «Валенсію Месталью» | Усього за «Валенсію Месталью» | Усього за «Валенсію Месталью» | 39        | 3         |                    | -                  | -                  |                      | -                    | -                    |               | -             | -             | 39     | 3      |        |
| 2016–17                       | «Валенсія»                    | ПД                            | 23        | 3         | КІ                 | 3                  | 0                  | -                    | -                    | -                    | -             | -             | -             | 26     | 3      |        |
| 2017–18                       | «Валенсія»                    | ПД                            | 30        | 1         | КІ                 | 4                  | 0                  | -                    | -                    | -                    | -             | -             | -             | 34     | 1      |        |
| 2018–19                       | «Валенсія»                    | ПД                            | 31        | 2         | КІ                 | 7                  | 0                  | ЛЧ+ЛЄ                | 6+7                  | 2+0                  | -             | -             | -             | 53     | 4      |        |
| 2019–20                       | «Валенсія»                    | ПД                            | 28        | 2         | КІ                 | 3                  | 0                  | ЛЧ                   | 5                    | 1                    | СІ            | 1             | 0             | 37     | 3      |        |
| 2020–21                       | «Валенсія»                    | ПД                            | 32        | 11        | КІ                 | 2                  | 1                  | -                    | -                    | -                    | -             | -             | -             | 34     | 12     |        |
| 2021–22                       | «Валенсія»                    | ПД                            | 32        | 11        | КІ                 | 6                  | 1                  | -                    | -                    | -                    | -             | -             | -             | 38     | 12     |        |
| 2022–23                       | «Валенсія»                    | ПД                            | 3         | 1         | КІ                 | 0                  | 0                  | -                    | -                    | -                    | -             | -             | -             | 3      | 1      |        |
| Усього за «Валенсію»          | Усього за «Валенсію»          | Усього за «Валенсію»          | 182       | 31        |                    | 25                 | 2                  |                      | 18                   | 3                    |               | 1             | 0             | 226    | 36     |        |
| 2022–23                       | «Парі Сен-Жермен»             | Л1                            | 7         | 2         | КІ                 | 0                  | 0                  | ЛЧ                   | 5                    | 1                    | -             | -             | -             | 12     | 3      |        |
| Усього за кар'єру             | Усього за кар'єру             | Усього за кар'єру             | 228       | 36        |                    | 25                 | 2                  |                      | 23                   | 4                    |               | 1             | 0             | 277    | 42     |        |

### Статистика виступів за збірну
Станом на 6 грудня 2022 року
| Дата       | Місто                | Господарі  | Результат               | Гості      | Турнір                                    | Голи | Примітки |
| ---------- | -------------------- | ---------- | ----------------------- | ---------- | ----------------------------------------- | ---- | -------- |
| 2-9-2021   | Сульна               | Швеція     | 2 – 1                   | Іспанія    | Відбір до ЧС 2022                         | 1    | 85'      |
| 5-9-2021   | Бадахос              | Іспанія    | 4 – 0                   | Грузія     | Відбір до ЧС 2022                         | 1    |          |
| 8-9-2021   | Приштина             | Косово     | 0 – 2                   | Іспанія    | Відбір до ЧС 2022                         | -    | 58'      |
| 14-11-2021 | Севілья              | Іспанія    | 1 – 0                   | Швеція     | Відбір до ЧС 2022                         | -    | 73'      |
| 26-3-2022  | Курналя-да-Льобрегат | Іспанія    | 2 – 1                   | Албанія    | товариський матч                          | -    | 63'      |
| 29-3-2022  | Ла-Корунья           | Іспанія    | 5 – 0                   | Ісландія   | товариський матч                          | -    | 69'      |
| 2-6-2022   | Севілья              | Іспанія    | 1 – 1                   | Португалія | Ліга націй УЄФА 2022—2023 - груповий етап | -    | 62'      |
| 9-6-2022   | Лансі                | Швейцарія  | 0 – 1                   | Іспанія    | Ліга націй УЄФА 2022—2023 - груповий етап | -    | 80'      |
| 12-6-2022  | Малага               | Іспанія    | 2 – 0                   | Чехія      | Ліга націй УЄФА 2022—2023 - груповий етап | 1    | 59'      |
| 24-9-2022  | Сарагоса             | Іспанія    | 1 – 2                   | Швейцарія  | Ліга націй УЄФА 2022—2023 - груповий етап | -    | 87'      |
| 27-9-2022  | Брага                | Португалія | 0 – 1                   | Іспанія    | Ліга націй УЄФА 2022—2023 - груповий етап | -    | 62'      |
| 17-11-2022 | Амман                | Йорданія   | 1 – 3                   | Іспанія    | товариський матч                          | -    |          |
| 23-11-2022 | Доха                 | Іспанія    | 7 – 0                   | Коста-Рика | ЧС 2022 - груповий етап                   | 1    | 57'      |
| 6-12-2022  | Ер-Раян              | Марокко    | 0 – 0 д.ч. (3 – 0 п.п.) | Іспанія    | ЧС 2022 - 1/8 фіналу                      | -    | 63'      |
| Усього     |                      | Матчів     | 14                      |            | Голів                                     | 4    |          |

| Дата       | Місто      | Господарі         | Результат | Гості             | Турнір                              | Голи | Примітки |
| ---------- | ---------- | ----------------- | --------- | ----------------- | ----------------------------------- | ---- | -------- |
| 23-6-2017  | Бидгощ     | Сербія            | 0 – 1     | Іспанія           | Молодіжне Євро-2017 - груповий етап | -    |          |
| 1-9-2017   | Толедо     | Іспанія           | 3 – 0     | Італія            | Товариський матч                    | -    | 46'      |
| 5-9-2017   | Таллінн    | Естонія           | 0 – 1     | Іспанія           | Кваліфікація молодіжного Євро-2019  | 1    |          |
| 10-10-2017 | Попрад     | Словаччина        | 1 – 4     | Іспанія           | Кваліфікація молодіжного Євро-2019  | -    |          |
| 9-11-2017  | Мурсія     | Іспанія           | 1 – 0     | Ісландія          | Кваліфікація молодіжного Євро-2019  | -    |          |
| 14-11-2017 | Картахена  | Іспанія           | 5 – 1     | Словаччина        | Кваліфікація молодіжного Євро-2019  | -    |          |
| 22-3-2018  | Портадаун  | Північна Ірландія | 3 – 5     | Іспанія           | Кваліфікація молодіжного Євро-2019  | -    | 86'      |
| 27-3-2018  | Понферрада | Іспанія           | 3 – 1     | Естонія           | Кваліфікація молодіжного Євро-2019  | -    | 87'      |
| 6-9-2018   | Кордова    | Іспанія           | 3 – 0     | Албанія           | Кваліфікація молодіжного Євро-2019  | -    | 80'      |
| 11-9-2018  | Альбасете  | Іспанія           | 1 – 2     | Північна Ірландія | Кваліфікація молодіжного Євро-2019  | -    | 77'      |
| 11-10-2018 | Тирана     | Албанія           | 0 – 1     | Іспанія           | Кваліфікація молодіжного Євро-2019  | -    |          |
| 16-10-2018 | Рейк'явік  | Ісландія          | 2 – 7     | Іспанія           | Кваліфікація молодіжного Євро-2019  | 1    |          |
| 14-11-2018 | Логроньо   | Іспанія           | 4 – 1     | Данія             | Товариський матч                    | -    | 72'      |
| 19-11-2018 | Кан        | Франція           | 1 – 1     | Іспанія           | Товариський матч                    | -    | 89'      |
| Усього     |            | Матчів            | 14        |                   | Голів                               | 2    |          |

## Титули і досягнення
- Володар Кубка Іспанії (1):

«Валенсія»: 2018-19
- Чемпіон Франції (2):

«Парі Сен-Жермен»: 2022-23, 2023-24
- Володар Кубка Франції (1):

«Парі Сен-Жермен»: 2023-24
- Володар Суперкубка Франції (1):

«Парі Сен-Жермен»: 2023
Збірні
- Чемпіон Європи (U-21): 2019
- Срібний олімпійський призер (1): 2020